# Soczówka
Soczówka – część wsi Gągolin w Polsce, położona w województwie świętokrzyskim, w powiecie sandomierskim, w gminie Łoniów. Nie ma sołtysa, należy do sołectwa Gągolin.
W latach 1975–1998 Soczówka administracyjnie należała do województwa tarnobrzeskiego.